# (4640) Hara
(4640) Hara (1989 GA) – planetoida z pasa głównego asteroid okrążająca Słońce w ciągu 3 lat i 139 dni w średniej odległości 2,25 j.a. Odkryta 1 kwietnia 1989 roku.